# 克林頓縣 (俄亥俄州)
克林頓縣（英語：Clinton County）是美国俄亥俄州的一個縣，面積1,068平方公里。根據2020年美國人口普查，共有人口42,018人。縣治威爾明頓。縣名是紀念纽约州第一、三任州長乔治·克林顿。